# Морская полиция: Лос-Анджелес
«Морска́я поли́ция: Лос-А́нджелес» (англ. NCIS: Los Angeles) — американский телесериал, сочетающий в себе элементы военной драмы и детектива, премьера которого состоялась на CBS 22 сентября 2009 года. Сериал рассказывает о буднях Лос-Анджелесского Управления Специальных Проектов (ОСП), элитного дивизиона военно-морского следственного управления, которое специализируется на работе под прикрытием.
Спин-офф сериала «NCIS». 7 октября 2009 года канал CBS дал добро на расширенный первый сезон, состоящий из 22 эпизодов. 4 ноября 2009 года сезон был продлен ещё на два дополнительных эпизода. Второй сезон начал трансляцию на 21 сентября 2010 года. 18 мая 2011, CBS продлил сериал на третий сезон. 18 августа 2011, CBS заявил, что будет кроссовер с сериалом «Гавайи 5.0». Кенси Блай (Даниэла Руа) появится в 6 серии 2 сезона «Гавайи 5.0». 11 января 2012 года, CBS заявил, что будет второй кроссовер с «Гавайи 5.0», в «Морской Полиции: Лос-Анджелес», появятся Скотт Каан и Дэниел Дэ Ким. 14 марта 2012 года сериал продлен на четвёртый сезон.
5 ноября 2012 года веб-сайт Deadline.com сообщил о возможном спин-оффе сериала под названием «NCIS: Red». Новые персонажи были введены в двух эпизодах «Морская полиция: Лос-Анджелес» (4x18-19). 6 февраля 2013 Мигель Феррер был повышен до постоянного актёра на следующий сезон и спин-офф. Тем не менее 15 мая 2013 года канал CBS официально заявил, что проект спин-оффа заморожен из-за низких рейтингов пилота. 13 марта 2014 года CBS продлил сериал на шестой сезон. 11 мая 2015 года канал продлил сериал на седьмой сезон. 25 марта 2016 года CBS продлил сериал на восьмой сезон. 23 марта 2017 года сериал был продлён на девятый сезон. 18 апреля 2018 года сериал был продлён на десятый сезон.
22 апреля 2019 канал CBS продлил сериал на одиннадцатый сезон. Премьера одиннадцатого сезона состоялась 29 сентября 2019 года.
6 мая 2020 года телеканал CBS продлил телесериал на двенадцатый сезон. Премьера состоялась 8 ноября 2020 года.
23 апреля 2021 телеканал CBS продлил телесериал на тринадцатый сезон. Его премьера состоится 10 октября 2021 года.
31 марта 2022 года телеканал CBS продлил телесериал на четырнадцатый сезон. Его премьера состоялась 9 октября 2022 года. 20 января 2023 года было объявлено четырнадцатый сезон будет последним, телесериал завершился 21 мая 2023 года.

## Производство
«Морская полиция: Лос-Анджелес» представлен, как спин-офф телесериала «NCIS». Съемки начались в феврале 2009 года
Пилотная серия состоит из двух частей и называется «Легенда» («NCIS» 6х22,23), первая часть вышла в эфир 28 апреля 2009 года. Крис О’Доннелл играет главного героя, Джи Каллена, ведущего агента, о природном таланте к тайной работе которого ходят легенды. LL Cool J играет роль специального агента Сэма Ханна, бывшего морского котика, который свободно говорит по-арабски и является специалистом по культуре Ближнего Востока. Даниэла Руа играет агента по имени Кенси Блай. Адам Ямал Крэйг играл новичка, агента Доминика Вэйл, в течение 21 серии первого сезона, но впоследствии ушёл из проекта. Эрик Кристиан Олсен играет Марти Дикса, офицера по связям с полицией Лос-Анджелеса. Олсен появляется в двух эпизодах первого сезона в качестве приглашенной звезды, и присоединяется к составу команды во втором сезоне, как замена Доминика Вэйла. Линда Хант играет Хетти Ланг, она управляет всеми операциями, бывший агент с таинственным прошлым, Рене Фелис Смит — аналитик разведки Нелл Джонс и Барретт Фоа — Эрик Билл, технический аналитик команды.
Питер Кэмбор — Нэйт Гейтц, врач оперативной команды, который держит их миссии под наблюдением, в его обязанности входит профилирование цели и постоянный мониторинг психического здоровья команды. В течение первого сезона — постоянный персонаж, со второго — повторяющийся.

### Спин-офф
5 ноября 2012 года веб-сайт Deadline.com сообщил о пилотных сериях спин-оффа «Морская полиция: Лос-Анджелес» под названием NCIS: Red. Новые персонажи были введены в двух эпизодах «Морская полиция: Лос-Анджелес» (4x18-19). В спин-оффе будет показана работа команды из мобильных агентов, которые путешествуют по всей стране, чтобы расследовать преступления. Сайт TVLINE сообщил о пяти главных героях: Пэррис Симмерскирр, Рой Куэйд, Дэйв Флинн, Клэр Китса, и Кай Эша
Эдвин Ходж был первым утверждён на роль Кая Эша.. 6 февраля 2013 года стало известно, что Джон Корбетт будет играть Роя Куэйда. В тот же день стало известно, что Мигель Феррер будет одним из главных героев в спин-оффе, а также будет регулярно появляться в пятом сезоне «Морской полиции: Лос-Анджелес». 8 февраля 2013 года Скотт Граймс утверждён в роли Дэйва и Джиллиан Алексия утверждена на роль Клэр. 9 февраля 2013 было объявлено, что Ким Рейвер появится в роли специального агента Пэррис Симмерскирр. Съемки начались 13 февраля 2013 года. Пилотная серия «Red» состоит из двух частей. Первая часть «Red» вышла в эфир 19 марта 2013 года. Вторая часть «Red»-2" 26 марта 2013 года. 15 мая 2013 года канал CBS отказался от полного сезона из-за низких рейтингов пилота.

## Сюжет
NCIS или Морская полиция — особое подразделение, наблюдающее за опасными преступниками, которые угрожают безопасности всей страны. Действие разворачивается в Лос-Анджелесе, штат Калифорния. Используя фальшивые личности команда специалистов работает под прикрытием, рискуя собственными жизнями ради достижения цели. Они внедряются в бандитские группировки, предотвращают террористические акты, расследуют военные преступления.
Речь идет о команде состоящей из четырёх агентов (Джи Каллен, Сэм Ханна, Кенси Блай и Доминик Вэйл, позже его заменил детектив Марти Дикс), оперативного психолога Нэйта Гетц, технического оператора Эрика Билл, а также Хетти Ланг, которая управляет всеми операциями. Позже к команде присоединяется Нелл Джонс — аналитик.
Первые два сезона вращаются в основном вокруг Джи Каллена, который пытается узнать о своем прошлом.

## Актёры и персонажи
= Главная роль в сезоне
     = Второстепенная роль в сезоне
     = Гостевая роль в сезоне
     = Не появляется

### Основной состав
| Актёр               | Персонаж                                   | Звание                                                                     | Сезоны | Сезоны | Сезоны | Сезоны | Сезоны | Сезоны | Сезоны | Сезоны | Сезоны | Сезоны | Сезоны | Сезоны | Сезоны | Сезоны |         |
| Актёр               | Персонаж                                   | Звание                                                                     | 1      | 2      | 3      | 4      | 5      | 6      | 7      | 8      | 9      | 10     | 11     | 12     | 13     | 14     | Эпизоды |
| ------------------- | ------------------------------------------ | -------------------------------------------------------------------------- | ------ | ------ | ------ | ------ | ------ | ------ | ------ | ------ | ------ | ------ | ------ | ------ | ------ | ------ | ------- |
| Крис О’Доннелл      | Джи Каллен/Александров Григорий Николаевич | Контролирующий специальный агент                                           | 24     | 24     | 24     | 24     | 24     | 24     | 24     | 24     | 24     | 24     | 22     | 18     | 22     | 21     | 323     |
| LL Cool J           | Сэм Ханна                                  | Старший агент                                                              | 24     | 24     | 24     | 24     | 24     | 24     | 24     | 24     | 24     | 24     | 22     | 18     | 20     | 21     | 321     |
| Даниэла Руа         | Кенси Блай                                 | Младший агент                                                              | 24     | 24     | 24     | 24     | 24     | 24     | 24     | 24     | 24     | 24     | 22     | 17     | 19     | 19     | 317     |
| Линда Хант          | Генриетта «Хетти» Ленг                     | Специальный агент в отставке/Управляющая операциями/Директор-распорядитель | 24     | 24     | 24     | 24     | 24     | 24     | 24     | 24     | 16     | 7      | 8      | 6      | 1      |        | 230     |
| Питер Кэмбор        | Нэйт Гетц                                  | Оперативный психолог                                                       | 24     | 4      | 1      | 1      | 2      | 1      | 1      | 2      |        |        |        |        | 4      | 1      | 41      |
| Эрик Кристиан Олсен | Марти Дикс                                 | Детектив/Офицер по связям с полиции Лос-Анджелеса                          | 2      | 23     | 24     | 23     | 24     | 24     | 23     | 24     | 24     | 24     | 22     | 16     | 19     | 20     | 292     |
| Адам Ямал Крэйг     | Доминик «Дом» Вэйл                         | Агент на испытательном сроке                                               | 14     |        |        |        |        |        |        |        |        |        |        |        |        |        | 14      |
| Барретт Фоа         | Эрик Билл                                  | Технический оператор/Специалист по анализу разведывательных данных         | 24     | 24     | 24     | 24     | 24     | 24     | 24     | 24     | 24     | 24     | 17     | 12     |        |        | 269     |
| Рене Фелис Смит     | Нелл Джонс                                 | Аналитик                                                                   |        | 21     | 24     | 24     | 24     | 24     | 24     | 24     | 24     | 24     | 21     | 15     |        | 1      | 250     |
| Мигель Феррер       | Оуэн Грейнджер                             | Заместитель директора Морской полиции                                      |        |        | 5      | 15     | 21     | 24     | 24     | 16     |        |        |        |        |        |        | 105     |
| Ниа Лонг            | Шей Мосли                                  | Заместитель директора Морской полиции                                      |        |        |        |        |        |        |        |        | 24     | 4      |        |        |        |        | 28      |
| Макрейни, Джеральд  | Холлес Килбрайд                            | отставной адмирал/временно оперативный управляющий ОСП                     |        |        |        |        |        | 1      |        |        |        | 6      | 2      | 8      | 22     | 21     | 60      |
| Медалион Рахими     | Фатима Назими                              | Специальный агент Морской полиции                                          |        |        |        |        |        |        |        |        |        | 6      | 9      | 18     | 22     | 20     | 76      |
| Калеб Кастилль      | Девин Раунтри                              | Специальный агент Морской полиции/экс-агент ФБР                            |        |        |        |        |        |        |        |        |        |        | 4      | 18     | 18     | 20     | 60      |
|                     | Всего                                      | Эпизодов                                                                   | 24     | 24     | 24     | 24     | 24     | 24     | 24     | 24     | 24     | 24     | 22     | 18     | 22     | 21     | 323     |

- Крис О’Доннелл в роли Джи Каллена; Специальный агент и оперативник под прикрытием Отдела Специальных Проектов (ОСП). Детство Каллен провел в приемных семьях, не знает своих родителей и даже своего имени, только первую букву — «G» (Джи). Напарник Сэма Ханны.
- LL Cool J в роли Сэма Ханны; Старший агент и партнёр Джи. Сэм — единственный, у кого есть семья (жена и двое детей). Его жена — бывший агент ЦРУ, работавшая под прикрытием. Ханна — бывший Морской котик. Его напарник — Джи Каллен.
- Даниэла Руа в роли Кенси Блай; дочь морского офицера и единственная женщина-специальный агент в отделе. Её отец умер, когда она была подростком, после этого Кенси некоторое время жила на улице. Она квалифицированный оперативник, работающий под прикрытием, и не боится использовать свою сексуальность для достижения результата. У Кенси романтические отношения с её напарником, Марти Диксом.
- Эрик Кристиан Олсен в роли Мартина «Марти» Дикса; детектив полиции Лос-Анджелеса, нанят Хетти для налаживания связей между Морской полицией и полицией Лос-Анджелеса. Хотя сразу же становится ясно, что Хетти планирует сделать из него агента Морпола. У Дикса открытый характер, он любит шутить веселиться и является самым болтливым членом команды. Со своей напарницей, Кенси Блай, он состоит в романтических отношениях.
- Барретт Фоа в роли Эрика Била; технический оператор, который обеспечивает связь между агентами и штабом. Он не работает под прикрытием и не умеет обращаться с оружием. Но ему нравится его работа в оперативном штабе ОСП. Эрик — напарник Нелл.(по 12 сезон).
- Рене Фелис Смит в роли Нелл Джонс; аналитик, но мечтает стать Специальным агентом. Она одинаково хорошо чувствует себя как в стенах оперативного штаба, так и на заданиях. Со временем становится очевидно, что Хетти готовит её как свою замену. Нелл невероятно одаренный оперативник и опытный специалист по огнестрельному оружию. У неё самый высокий IQ в Морской полиции. Напарник Эрика (по 12 сезон).
- Линда Хант в роли Генриетты «Хетти» Лэнг; наблюдающий Специальный агент и директор отдела спецпроектов Морской полиции. Раньше Хетти была агентом под прикрытием. В своё время она забрала нескольких сирот с улицы (включая Каллена и Хантер) и сделала из них агентов под прикрытием.
- Мигель Феррер в роли Оуэна Гренджера; заместитель директора Морской полиции. Он — связующее звено между командой и Вашингтоном. С остальными членами команды отношения у него прохладные. Гренджер — давний друг и противник Хетти.
- Питер Кэмбор в роли Нейта Гетца; практикующий психолог и Специальный агент. Сначала он работал в ОСП и помогал команде при допросах. Позже Нейт уехал и стал работать под прикрытием. Со временем он превратился в высококвалифицированного полевого агента. Несмотря на смену деятельности Нейт все ещё возвращается в Лос-Анджелес, когда команда в нём нуждается.
- Адам Ямал Крэйг в роли Доминика «Дома» Вейла; агент на испытательном сроке. Был партнёром Кенси и воспринимался остальными членами команды в качестве младшего брата. Команда была опустошена, когда сначала Дом пропал, а затем выяснилось, что он был похищен. Во время спасательной операции Доминик погибает.
- Медалион Рахими в роли Фатимы Назами; специального агента морской полиции (с 11 сезона постоянно).
- Калеб Кастилль в роли Девина Раунтри; специального агента морской полиции, ранее агента ФБР (с 12 сезона постоянно).

### Второстепенный состав
- Роки Кэрролл в роли Леона Венса; директор Морской полиции. Венс потратил много времени налаживая работу нового офиса Морпола в Лос-Анджелесе, но все ещё периодически наведывается сюда, чтобы убедиться, что дела идут нормально (1-3, 6 сезоны).
- Брайан Аверс в роли Майка Ренко; агент, прикрепленный к Морской полиции Лос-Анджелеса, нередко сотрудничающий с ОСП. Был убит во время акта мести Хамелеоном (1, 3 сезоны).
- Кэтлин Роуз Перкинс в роли Роуз Швартц; коронер Лос-Анджелеса. Время от времени сотрудничает с командой ОСП во время их расследований. У неё романтические чувства к Нейту Гетцу (1-4 сезоны).
- Вито Руджинис в роли Аркадия Колчека; бывший агент КГБ. Дружит с Хетти и Калленом. Он не раз помогал Морской полиции, но также не раз втягивал их в неприятности. У Аркадия есть дочь, которую он знает не очень хорошо (1-6 сезоны).
- Клэр Форлани в роли Лорен Хантер; была подобрана Хетти в подростковом возрасте и благодаря ей стала Специальным агентом и даже короткое время заменяла Хетти в качестве главы ОСП. Была убита Хамелеоном (3-4 сезоны).
- Эрик Палладино в роли Востаника Сабатино; агент ЦРУ, который был арестован командой, когда находился глубоко под прикрытием. Дружен Мишель Ханной. Также работал с Кенси Блай в Афганистане. Сначала она подозревала Сабатино в двойной игре, но позже осознала его ценность как опытного оперативника (4-5 сезоны).
- Макрейни, Джеральд в роли отставного адмирала Холлеса Килбрайда, потом временно оперативного управляющего ОСП.

## Эпизоды
| Сезон | Сезон | Эпизоды | Оригинальная дата выхода | Оригинальная дата выхода |
| Сезон | Сезон | Эпизоды | Премьера сезона          | Финал сезона             |
| ----- | ----- | ------- | ------------------------ | ------------------------ |
|       | Пилот | 2       | 28 апреля 2009           | 5 мая 2010               |
|       | 1     | 24      | 22 сентября 2009         | 25 мая 2010              |
|       | 2     | 24      | 21 сентября 2010         | 17 мая 2011              |
|       | 3     | 24      | 20 сентября 2011         | 15 мая 2012              |
|       | 4     | 24      | 25 сентября 2012         | 14 мая 2013              |
|       | 5     | 24      | 24 сентября 2013         | 13 мая 2014              |
|       | 6     | 24      | 29 сентября 2014         | 18 мая 2015              |
|       | 7     | 24      | 21 сентября 2015         | 2 мая 2016               |
|       | 8     | 24      | 25 сентября 2016         | 14 мая 2017              |
|       | 9     | 24      | 1 октября 2017           | 20 мая 2018              |
|       | 10    | 24      | 30 сентября 2018         | 19 мая 2019              |
|       | 11    | 22      | 29 сентября 2019         | 26 апреля 2020           |
|       | 12    | 18      | 8 ноября 2020            | 23 мая 2021              |
|       | 13    | 22      | 10 октября 2021          | 22 мая 2022              |
|       | 14    | 22      | 9 октября 2022           | 14 мая 2023              |

## Критика

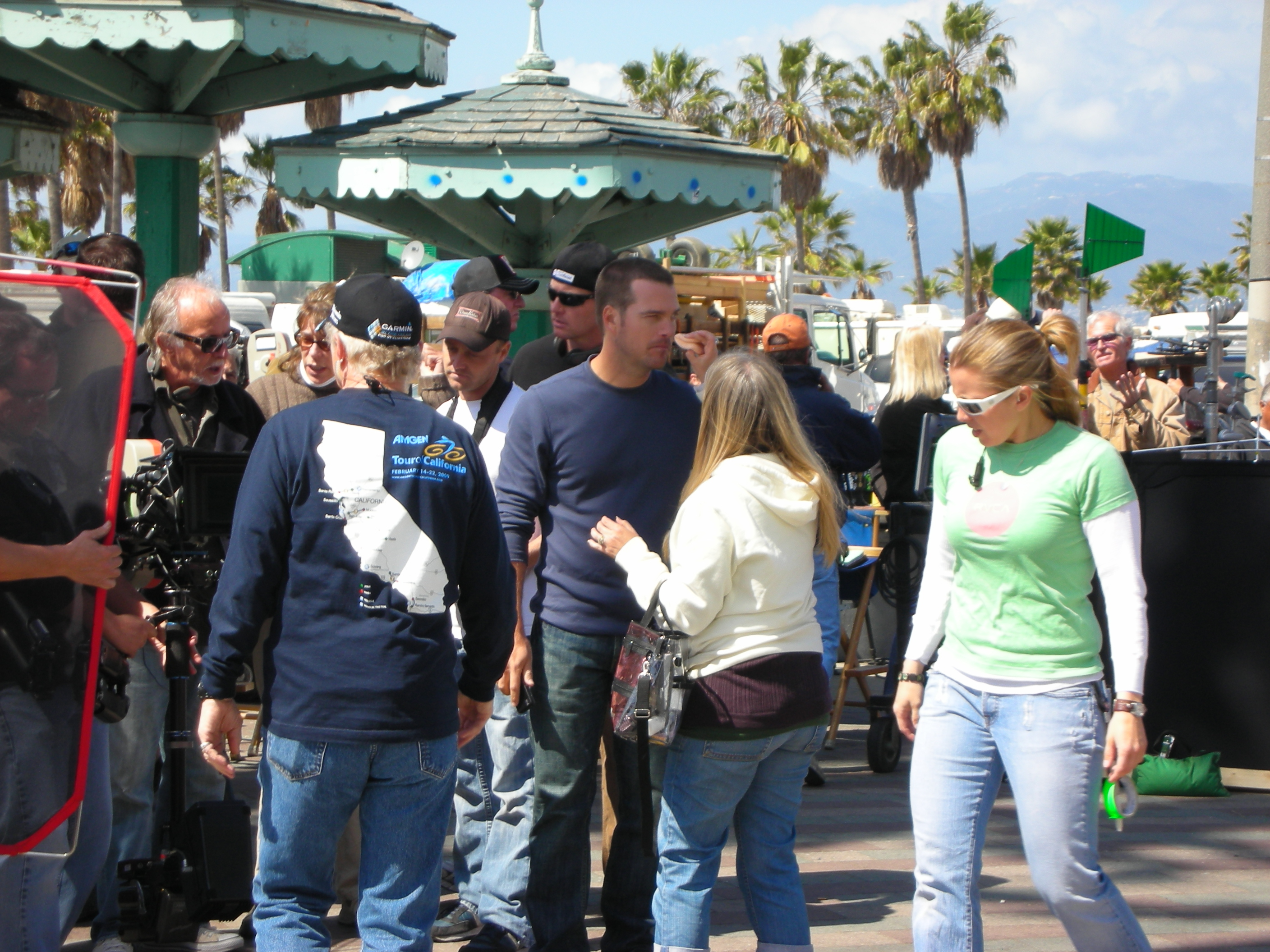
Съемки пилотного эпизода 2009.

Первый эпизод сериала посмотрели 18,73 млн зрителей, доля основной демографической группы от 18 до 49 лет составила 4.4/11. Это позволило «Морской полиции: Лос-Анджелес» стать вторым самым популярным сериалом недели (первый — Морская полиция: Спецотдел).
Отзывы критиков о сериале были смешанными. Сайт отзывов Metacritic выставил ему 59 баллов из 100. Обозреватель из одного из наиболее популярных и авторитетных газет США Los Angeles Times Мэри Макнамара написала: «Преступление многогранно и интригует, оно требует хороший баланс опыта и большое количество перестрелок. Но, как и в оригинальной Морской полиции, акцент делается на персонажей команды. … Лос-Анджелес, тем временем, выглядит восхитительно, наблюдается приятная смесь нуара и опасных заданий, также есть ощущение стабильности, что утешает в эти смутные времена».
Дэвид Хинскли, обозреватель Нью-Йоркской газеты Daily News отнесся к шоу более критично, отмечая, что хотя «все это добавляет нам час развлечений и есть возможность для развития персонажей настолько, чтобы у нового сериала было своё лицо … премьерный эпизод не дал нам ничего такого, чего бы мы не видели раньше».
Том Шейлс из ежедневной газеты The Washington Post написал, что «это процедурал, который следует строго установленному порядку, но имеет симпатичных персонажей, несимпатичных плохих парней, а иногда и потрясающие перестрелки в Лос-Анджелесе».
Роберт Бианко из первого общенационального ежедневного издания USA Today обобщил: «Сериал принял легкую формулу-тон оригинальной „Морской полиции“ с множеством подшучиваний, теперь уже в специальном тайном отделе NCIS в Лос-Анджелесе. Ничего больше, но и не меньше».
Ведущий американский журнал The Hollywood Reporter, который отслеживает события в киноиндустрии США, сравнил шоу с сериалом Команда «А», «у которого тот же беззаботный подход к жизни и смерти. Возможно, наибольшее отличие в том, что „Морская полиция: Лос-Анджелес“ достигает своих неизбежно положительных результатов с немного большим уровнем интеллекта и меньшим уровнем тестостерона».
Новостной и информационный веб-сайт IGN заявил, что хотя «Морская полиция: Лос-Анджелес» не изобрел заново полицейский процедурал … но это ещё одно шоу в своем жанре уровня выше среднего, учитывая то, что люди, которые стоят за ним знают, что делают". И в конечном счете выставил за эпизод 7,7 баллов из 10.

### Рейтинги
Сезонные рейтинги основаны на среднем количестве зрителей за каждый эпизод.
Примечания: ** Каждый американский телевизионный канал начинает свой сезон в конце сентября и заканчивает в конце мая, что совпадает с вычислением всеамериканского рейтинга.
** Указано Североамериканское восточное время.
| Сезон | Время трансляции (СВВ) | Количество серий | Премьера сезона   | Премьера сезона                       | Финал сезона | Финал сезона                        | ТВ-сезон | Рейтинг | Количество зрителей (в млн.) |
| Сезон | Время трансляции (СВВ) | Количество серий | Дата              | Количество зрителей премьеры (в млн.) | Дата         | Количество зрителей финала (в млн.) | ТВ-сезон | Рейтинг | Количество зрителей (в млн.) |
| ----- | ---------------------- | ---------------- | ----------------- | ------------------------------------- | ------------ | ----------------------------------- | -------- | ------- | ---------------------------- |
| 1     | Вторник 21:00          | 24               | 22 сентября, 2009 | 18.73                                 | 25 мая, 2010 | 13.12                               | 2009-10  | 9       | 16.08                        |
| 2     | Вторник 21:00          | 24               | 21 сентября, 2010 | 15.76                                 | 17 мая, 2011 | 15.61                               | 2010-11  | 7       | 16.54                        |
| 3     | Вторник 21:00          | 24               | 20 сентября, 2011 | 16.71                                 | 15 мая, 2012 | 15.19                               | 2011-12  | 7       | 16.01                        |
| 4     | Вторник 21:00          | 24               | 25 сентября, 2012 | 16.74                                 | 14 мая, 2013 | 13.52                               | 2012-13  | 4       | 17.31                        |
| 5     | Вторник 21:00          | 24               | 24 сентября, 2013 | 16.35                                 | 13 мая, 2014 | 14.85                               | 2013-14  | 4       | 16.03                        |
| 6     | Понедельник 22:00      | 24               | 29 сентября, 2014 | 9.48                                  | 18 мая, 2015 | 9.33                                | 2014-15  | 27      | 11.72                        |
| 7     | Понедельник 22:00      | 24               | 21 сентября, 2015 | 7.89                                  | 2 мая, 2016  | 8.10                                | 2015-16  | 24      | 11.11                        |
| 8     | Воскресенье 20:00      | 24               | 25 сентября, 2016 | 10.34                                 | 14 мая 2017  | 9.40                                | 2016-17  | 11      | 12.51                        |
| 9     | Воскресенье 21:00      | 24               | 1 октября 2017    | 8.95                                  | 20 мая 2018  | 7.82                                | 2017-18  | 21      | 10.71                        |
| 10    | Воскресенье 21:00      | 24               | 30 сентября 2018  | 8.75                                  | 19 мая 2019  | 5.28                                | 2018-19  | 28      | 9.85                         |
| 11    | Воскресенье 21:00      | 22               | 29 сентября 2019  | 6.44                                  | TBA          | TBA                                 | 2019-20  | TBA     | TBA                          |
| 12    | Воскресенье 20:00      | 18               | 8 ноября 2020     | 6.35                                  | TBA          | TBA                                 | 2020-21  | TBA     | TBA                          |

### Номинации и награды
| Год  | Награда                  | Категория                   | Номинация(и)     | Результат | Прим.                |
| ---- | ------------------------ | --------------------------- | ---------------- | --------- | -------------------- |
| 2010 | People's Choice Awards   | Favorite New TV Drama       | -                | Номинация | [ 84 ] [ 85 ] [ 86 ] |
| 2010 | Teen Choice Awards       | Choice Action Show          | -                | Победа    | [ 87 ]               |
| 2010 | Teen Choice Awards       | Choice Actor Action         | LL Cool J        | Номинация |                      |
| 2010 | Teen Choice Awards       | Choice Actress Action       | Даниэла Руа      | Номинация |                      |
| 2010 | Portuguese Golden Globes | Revelation                  | Даниэла Руа      | Победа    | [ 88 ]               |
| 2011 | Teen Choice Awards       | Choice Action Show          | -                | Победа    | [ 89 ]               |
| 2011 | Teen Choice Awards       | Choice Actor Action         | LL Cool J        | Номинация | [ 89 ]               |
| 2011 | Teen Choice Awards       | Choice Actress Action       | Линда Хант       | Победа    | [ 89 ]               |
| 2012 | Эмми                     | Outstanding Stunt Direction | Troy James Brown | Номинация | [ 90 ]               |
| 2012 | Teen Choice Awards       | Choice Action Show          | -                | Номинация | [ 90 ]               |
| 2012 | Teen Choice Awards       | Choice Actor Action         | LL Cool J        | Номинация | [ 90 ]               |
| 2012 | Teen Choice Awards       | Choice Actress Action       | Линда Хант       | Победа    | [ 90 ]               |
| 2013 | Teen Choice Awards       | Choice Action Show          | -                | Победа    | [ 91 ]               |
| 2013 | Teen Choice Awards       | Choice Actor Action         | LL Cool J        | Победа    | [ 91 ]               |